# Campeonato Comorense de Futebol
O Campeonato Comorense de Futebol é a principal divisão do futebol de Comores, realizado desde 1979.

## Participantes
- AJSM Mutsamudu
- Chirazienne (Domoni)
- Djacasse
- Etoile d'Or (Mirontsy)
- Etoile Filante (Tsembéhou)
- Faigaffe (Ouani)
- Gombessa Sports (Mutsamudu)
- Comorozine (Domoni)
- Ngazi Sports (Mirontsy)
- Style Nouvel (Sima)

## Campeões
- 1979/80 : Coin Nord (Mitsamiouli)
- 1980-83   desconhecido
- 1983/84   desconhecido
- 1984/85   desconhecido
- 1985/86 : Coin Nord (Mitsamiouli)
- 1986-89   desconhecido
- 1989/90 : Coin Nord (Mitsamiouli)
- 1990/91 : Etoile du Sud (Foumboni)
- 1991/92 : Etoile du Sud (Foumboni)
- 1993-97   desconhecido
- 1997/98 : US Zilimadjou
- 1998/99   desconhecido
- 1999/00   desconhecido
- 2000/01 : Coin Nord (Mitsamiouli)
- 2001/02   desconhecido
- 2002/03   desconhecido
- 2003/04   desconhecido
- 2005 : Coin Nord (Mitsamiouli)
- 2006 : AJSM (Mutsamudu)
- 2007 : Coin Nord (Mitsamiouli)
- 2008 : Etoile d'Or (Mirontsy)
- 2009 : Apaches Club de Mitsamiouli
- 2010 : Élan Club (Mitsoudjé)
- 2011 : Coin Nord (Mitsamiouli)
- 2012 : Djabal Club (Iconi)
- 2013 : Komorozine de Domoni (Domoni)
- 2014 : Fomboni FC (Mwali)
- 2015 : Volcan Club (Moroni)
- 2016 : Ngaya Club (Mdé)
- 2017 : Ngaya Club (Mdé)
- 2018 : Volcan Club (Moroni)
- 2019 : Fomboni FC (Mwali)